# Navia (botânica)
Navia (botânica) é um género botânico pertencente à família Bromeliaceae.